# Typhloseiulus calabriae
Typhloseiulus calabriae är en spindeldjursart som först beskrevs av Emile Enrico Ragusa och Swirski 1976.  Typhloseiulus calabriae ingår i släktet Typhloseiulus och familjen Phytoseiidae. Inga underarter finns listade i Catalogue of Life.